# Sparta
Sparta (Σπάρτη) je grad na grčkom poluotoku Peloponezu. Nekoliko kilometara od današnjeg grada nalaze se ostaci drevne Sparte, starogrčkog grada države, jednog od najslavnijih antičkih mjesta. Grad-država je pokrivao cijelu pokrajinu Lakoniju i Meseniju, te je bio najmoćnija peloponeska država. Prema nazivu pokrajne Lakedemon stanovnici su se, osim Spartancima, nazvali i Lakoncima ili Lakademonjanima.

## Povijest
Prema mitovima, Sparta je bila nazvana po princezi Sparti, koju je oženio Lakedemon, sin Zeusov. Grad je po njemu zvan i Lakedemon. Sparta je bila potomak kralja Lelega od Lakonije.
Sparta je u 6. stoljeću prije Krista pobijedila glavnog suparnika, grad Arg, i postala vodeća sila Peloponeza. Kad je početkom 5. stoljeća Perzijsko Carstvo krenulo u kažnjenički pohod protiv Grčke, Sparta se općenito smatrala vođom helenskog saveza. Unatoč junačkim podvizima spartanske vojske kod Termopila i Plateje, kao pravi je vođa iznikla Atena. 
Dok je Atena gradila moćno brodovlje i postala najveća pomorska sila, Sparta isprva nije poduzimala ništa, jer nikad nije imala kolonijalne pretenzije. Međutim, nakon manjih sukoba 457-449., Sparta je zaratila s Atenom 431. prije Krista, čime je počeo Peloponeski rat, koji je trajao 27 godina i završio 404. prije Krista pobjedom Sparte.
Ipak, Sparta nije nikad bila uspješna u vođenju drugih Grka, pa je nakon raznih sukoba opet izgubila prevlast u Grčkoj i to uglavnom zbog vojnih pobjeda Tebe oko 370-360. prije Krista. Na kraju je podlegla snagama Aleksandra Makedonskog, a poslije ju je na Peloponezu oslabila Ahejska liga. Ipak, Sparta je posve pokleknula tek po dolasku Rimljana, koji su 146. prije Krista pripojili Grčku rimskoj provinciji Makedoniji.
Tako je zavladalo dugo razdoblje mira, sve do seobe naroda, kad su Spartu opljačkali Goti i Huni, a naselili su se i Slaveni, koji su se zatim povukli pred snagom Bizanta u planine, gdje su navodno ostali sve do vremena Osmanskog Carstva. Nakon što su se Grci oslobodili Turaka u Ratu za nezavisnost 1834., sagrađena je današnja Sparta, koja je sjedište prefekture (nomos) Lakedemon i ima oko 20.000 stanovnika.

## Vojska
Sparta je najslavnija po svojoj vojsci. Spartanci zapravo nisu imali ograničenu vojnu službu,uvijek su bili na raspolaganju svome gradu.
Vojnu je službu Spartanac počinjao u sedmoj te je služio sve do tridesete godine života. Za razliku od drugih grčkih gradova-država, Sparta je imala profesionalnu vojsku - njezini građani nisu radili ništa drugo nego vježbali ratne vještine, a zakonom im je bilo zabranjeno baviti se obrtom ili trgovinom.
Zbog toga, kao i zbog strogih životnih uvjeta (vidi poglavlje "Državno uređenje"), spartanska se vojska smatra najboljom u Grčkoj.
Prvi težak poraz su spartanski hopliti doživjeli 371. prije Krista u bitci kod Leuktre gdje ih je porazila malobrojnija vojska Tebe. 
Najveći spartanski vojni podvig je bitka kod Termopila, gdje je odred od 300 Spartanaca pod kraljem Leonidom izginuo kako bi zadržao golemu perzijsku vojsku.

## Državno uređenje
Spartansko društvo zasnivalo se na Likurgovom ustavu, nepisanim zakonima utemeljenim tijekom 10 stoljeća prije Krista. Iako su smatrani prilično strogima i konzervativnima u odnosu na zakone drugih grčkih zemalja, mnogi mislioci antike su ih držali izuzetno pravičnima. Tako ih hvale Platon, Zenon i Diogen te ih preporučuju kao uzorne.
Sparta je formalno oligarhijska država, odnosno imala je aristokratsko uređenje. Ipak spartanska oligarhija je specifična te sadrži elemente monarhije ali i demokracije. Nominalno na državnom vrhu paralelno su vladala dva kralja, svaki iz jedne od kraljevskih loza, Agijada i Euripontida. Obje loze prema predaji potjecale su direktno od Herakla pa su se kraljevi smatrali Heraklidima. Kraljevska vlast bila je apsolutna samo tijekom vojnih pohoda kada bi jedan kralj vodio vojsku, a drugi ostajao u Sparti brinući se za unutarnje državne poslove. Poslije pohoda i tijekom mira oba kralja odgovarala su za svoje postupke pred vijećem efora, koje je imalo pet članova
. 
Efori su bili peteročlano vijeće izabrano na godinu dana. Smatrani su nadzornicima i imali su velike ovlasti - mogli su izricati kazne kraljevima uključujući i smrtnu. Osim nadzorne uloge petorica efora predstavljala su i mišljenja cjelokupnog narodnog vijeća Sparte, odnosno svih punopravnih građana.  Tijekom vremena moć efora se uvećavala pa su tijekom petog stoljeća imali praktično vrhovnu vlast u Sparti. 
Zakonodavno tijelo Sparte sačinjavala je Geruzija ili vijeće staraca. Geruzija je okupljala 28 građana Sparte starijih od šezdeset godina biranih doživotno. Unutar Geruzije djelovala su ravnopravno i dva kralja tako da je ukupan broj članova iznosio 30. Svaki od članova imao je jednako pravo glasa uključujući i kraljeve, a zadatak im je bio donositi državne odluke te nadzirati provođenje zakona. Također, imali su pravo veta nad odlukama narodnog vijeća. Formalno, članom Geruzije mogao postati bilo koji Spartijat s navršenom propisanom dobi, no u članstvo su se uglavnom birali samo pripadnici najuglednijih porodica.
Najveće državno tijelo nazivala se Apela ili narodno vijeće. Njega su sačinjavali svi punoljetni (18. godina) punopravni građani Sparte - Spartijati. Izabirali su efore, a tijekom vijećanja mogli su glasovati isključivo s da ili ne - svaku daljnje iznošenje stava bilo je prepušteno eforima. Apela predstavlja svojevrsnu ograničenu demokraciju - izbornim putem svih punopravnih građana odabiralo se tijelo koje je kasnije umnogome vodilo državu.
Sav državni utjecaj poticao je od Spartijata - jedino oni imali su puna građanska prava i prolazili su poseban režim odgoja, agogu. Bavili su se isključivo vojnim usavršavanjem i poslovima vezanim uz državu, a bavljenje trgovinom i obrtom bilo im je zabranjeno kao nedostojno. Jedino oni imali su pravo na vojno vodstvo. Broj Spartijata relativno je malen u odnosu na druge naseljenike Lakademona i nikad nije prelazio 9.000, a pred kraj 4 st. pr. Kr. spušta se ispod pet stotina. Ukupan broj ostalih stanovnika prelazio je 200.000.
Perijeci su također bili sastavni dio Spartanske države, a činili su ih starosjedioci teritorija pod upravom Sparte. Zadržali su slobodu i mogli su se baviti obrtima i trgovinom, poslovima koji su smatrani nedostojnima Spartijata. Nisu imali puna građanska prava ali su imali učešća u vojnim pohodima kao vojnici.
Heloti su bili državni robovi u Sparti. Nisu bili u vlasništvu pojedinca već su dodjeljivani uz državna zemljišta na kojima su služili i činili su osnovnu proizvodnu silu Sparte. Kako su brojem bili najbrojniji od stanovnika, a pri tome živjeli u vrlo teškim uvjetima, spartanska povijest ispunjena je čestim pobunama helota.
Neodamodi ili novograđani bila su posebna skupina spartanskog stanovništva, a činili su ih oslobođeni robovi, heloti. Ovu povlasticu stekao bi helot ako bi pokazao hrabrost pri vojnom pohodu ili napravio nešto značajno za dobrobit države. Neodamodi, kao i perijeci, nisu imali puna građanska prava ali dana im je mogućnost bavljenja poslovima prema vlastitom odabiru.

## Lakonske izjave
Spartanci su bili škrti na riječima, pa je i u današnjem jeziku ostao izraz lakonski za jezgrovitu izjavu. Evo četiri slavna primjera spartanskih izjava:
- Prema legendi, kada je kralj Filip II. Makedonski namjeravao napasti Spartu, te im je poslao poruku: Ako uđem u Lakoniju, spalit ću Spartu. Spartanci su kao odgovor poslali samo jednu riječ: Ako.
- Kad je u Peloponeskom ratu spartanski vojskovođa Mindar izgubio veliku pomorsku bitku protiv Atenjana, vojska je u grad poslala ovu poruku: Brodovi izgubljeni, Mindar mrtav, vojska gladuje, ne znamo što ćemo.
- Kad su spartanci išli u rat, žene koje su im držale do časti bi im rekle: S njim ili na njemu pokazujući na štit.
- U trenutku kad u Termopilima Spartanci iščekuju dolazak Perzijanaca, stiže im Trahinjanski glasnik i priopćava da neprijatelja ima toliko da će njihove odapete strijele sakriti sunce. Brz odgovor dao je spartanski vojnik Dijanek - Barem ćemo se boriti u hladu.

## Vanjske poveznice
- Spartansko učenje o strahu